# Gare de l'aéroport de Boryspil
La gare de l'aéroport de Boryspil (en ukrainien : Бориспіль-Аеропорт), est une gare ferroviaire à Boryspil en Ukraine.

## Histoire
Elle fut ouverte en 2018 sur la ligne Rapide Kiev-Boryspil et dessert l'Aéroport de Kiev-Boryspil.